# Vasconcelos (futebolista)
Severino Vasconcelos Barbosa, ou simplesmente Vasconcelos, (Recife, 24 de setembro de 1951), é um ex-futebolista brasileiro que atuava como meio campista.

## Carreira
Vasconcelos foi um dos grandes ídolos do Náutico na década de 1970, conquistando o Campeonato Pernambucano de 1974 e o Torneio Governador Cortez Pereira de 1975. Com o sucesso, o camisa 10 alvirrubro foi negociado juntamente com Jorge Mendonça, outro ídolo do Náutico do mesmo período, para o Palmeiras onde foram apresentados juntos em 1976, no verdão não conseguiu o mesmo destaque que se colega de equipe Jorge Mendonça, transferindo-se para o Internacional e posteriormente para o futebol chileno onde teve grande destaque, principalmente no Colo-Colo onde foi multe campeão.
Ainda jogou no equador pelo Barcelona de Guayaquil até 1986 onde também foi campeão nacional, depois voltou ao Chile e após encerrar sua carreira permanece até hoje no país.

## Títulos
Náutico
- Campeonato Pernambucano: 1974
- Torneio Governador Cortez Pereira: 1975

Palmeiras
- Campeonato Paulista: 1976

Colo-Colo
- Campeonato Chileno de Futebol: 1979, 1981 e 1983
- Copa Chile: 1981 e 1982

Barcelona de Guayaquil
- Campeonato Equatoriano de Futebol: 1985

Universidad de Chile
- Primera B do Chile - equivalente à segunda divisão: 1989